# Royal ǀUiǀoǀoo
Royal Johan Kxao ǀUiǀoǀooKlicklaut (* 30. September 1966 in Tsumkwe, Südwestafrika) ist ein namibischer Politiker der SWAPO.

## Lebensweg
ǀUiǀoǀoo wuchs in Botswana auf. Zwischen 1991 und 1997 arbeitete er als Lehrer an verschiedenen Schulen. Erst im Jahr 2000 machte er selbst seinen Schulabschluss und anschließend ein Zertifikat in Linguistik afrikanischer Sprachen. Mit Stand 2016 absolvierte er ein Fernstudium in Rechtswissenschaften an der University of South Africa.
Zwischen 2000 und 2010 war er Mitglied der namibischen Nationalversammlung und anschließend Sonderberater im Büro der Vize-Premierministerin.
Von 2015 bis 2025 war ǀUiǀoǀoo im Kabinett Geingob I bzw. II und Kabinett Mbumba Vizeminister im Ressort für Gleichberechtigung, Armutsbekämpfung und soziale Wohlfahrt. Er ist als Angehöriger der San für Fragen der Marginalisierung zuständig gewesen.